# Chorebus amauromyzae
Chorebus amauromyzae är en stekelart som beskrevs av Griffiths 1968. Chorebus amauromyzae ingår i släktet Chorebus och familjen bracksteklar. Inga underarter finns listade i Catalogue of Life.